# Няхарнёяшор
Няхарнёяшор (устар. Нягар-Нэо-Шор) — река в Приуральском районе Ямало-Ненецкого АО. Устье реки находится на 30-м км по правому берегу реки Большая Хадата. Длина реки составляет 15 км.

## Данные водного реестра
По данным государственного водного реестра России относится к Нижнеобскому бассейновому округу, водохозяйственный участок реки — Обь от города Салехард и до устья, речной подбассейн реки — бассейны притоков Оби ниже впадения Северной Сосьвы. Речной бассейн реки — (Нижняя) Обь от впадения Иртыша.
Код объекта в государственном водном реестре — 15020300212115300034265.